# Стормзи
Майкъл Ебеназер Кваджо Омари Овуо-младши (на английски: Michael Ebenazer Kwadjo Omari Owuo Jr.), по-известен със сценичния си псевдоним Стормзи, е британски рапър и музикален продуцент от Кройдън, Лондон от ганайски произход.
Добива популярност спрез 2014 година със сериите си Wicked Skengman – фрийстайл рап върху класически грайм бийтове.
Първият му голям хит Shut Up е качен в Youtube, където придобива голяма популярност и впоследствие се изкачва до номер 8 в класацията за топ сингли на Великобритания.
Дебютният му албум Gang Signs & Prayer е първият грайм албум, който се изкачва до номер 1 в класацията за топ албуми на Великобритания (UK Albums Chart) и печели наградата за албум на годината на Brit Awards през 2018 година. През 2019 година издава сингъла Vossi Bop, който става първата му песен, изкачила се до номер 1 в UK Singles Chart. Вторият му албум Heavy Is the Head излиза на 13 декември 2019 година.
Стормзи е известен и с ясно изразената си политическа позиция и коментари. През 2016 подкрепя лидера на Лейбъристката партия Джереми Корбин. на 21 февруари 2018 година по време на Brit Awards изпълнява фрийстайл, с който критикува Тереза Мей за бездействието и по време на големия пожар в Гренфел Тауър. По време на изпълнението си на Vossi Bop Стормзи насърчава публиката да пее с него „Fuck the Government and fuck Boris“, като референция към бившия кмет на Лондон и сега премиер – Борис Джонсън.

## Дискография
Студийни албуми
- Gang Signs & Prayer (2017)
- Heavy Is the Head (2019)
- This Is What I Mean (2022)

## Награди
- MOBO Awards:
  - Best Grime Act (2014, 2015)
  - Best Male Act (2015)
- BRIT Awards
  - British Male Solo Artist (2018, 2020)
  - British Album of the Year: Gang Signs & Prayer (2018)